# James Pierpont
James Lord Pierpont (ur. 25 kwietnia 1822 w Bostonie, zm. 5 sierpnia 1893 w Winter Haven) – amerykański autor tekstów piosenek, muzyk, kompozytor i organista, napisał i skomponował melodię do standardu bożonarodzeniowego, piosenki „Jingle Bells” z 1857 roku (początkowo: „The One Horse Open Sleigh”). Utwór ten stał się jednym z symboli tego święta i jest jedną z najczęściej granych i najłatwiej rozpoznawalnych piosenek na świecie. Chociaż obecnie kojarzy się ją głównie z Bożym Narodzeniem, to pierwotnie nie była ona kolędą, ale piosenką ludową.
Jego kompozycje to „The Returned Californian” (1852), „The Starlight Serenade”, „To All the Loved Ones at Home” i „The Coquette”.
James Pierpont został pochowany na cmentarzu Laurel Grove w Savannah. W roku 1970 nazwisko Pierpointa zostało umieszczone w hali sław Songwriters Hall of Fame.

## Prace
- „The Returned Californian”, 1852
- „Oh! Let Me Not Neglected Die!”

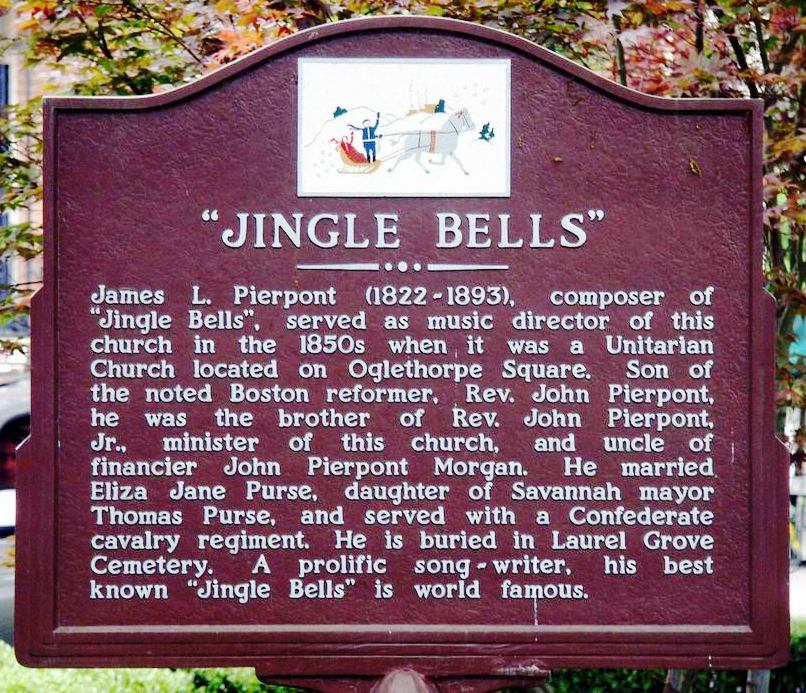
Tablica pamiątkowa poświęcona Jamesowi Lordowi Pierpont i jego utworowi „Jingle Bells” w Savannah

- „Gentle Nettie Moore”, razem z Marshallem S. Pike
- „Jingle Bells”, 1857, tytuł oryginalny: „The One Horse Open Sleigh”
- „Kitty Crow”, Ballad, 1853
- „The Know Nothing Polka”
- „Poor Elsie”
- „The Starlight Serenade”
- „To the Loved Ones at Home”, 1854
- „We Conquer or Die”, 1861
- „Ring the Bell, Fanny”
- „Strike for the South”, 1863
- „Wait, Lady, Wait”
- „Quitman Town March”
- „The Coquette, A Comic Song”, 1853
- „The Coquet”, aranżacja utworu „The Coquette” na gitarę
- „The Colored Coquette”, pieśń minstreli, 1853
- „Our Battle Flag”